# MTV3
Pour les articles homonymes, voir MTV.
MTV3 (en finnois : Mainostelevisio 3, « Télévision commerciale 3 ») est une chaîne de télévision finlandaise commerciale fondée le 13 août 1957, et détenue depuis 2005 par l'éditeur suédois Bonnier.

## Historique de la chaîne
Le 13 août 1957, MTV3 commence à émettre. La chaîne veut avoir un style similaire aux chaînes américaines diffusant de la publicité. Elle est la seconde chaîne commerciale finlandaise à émettre après la chaîne régionale Tesvisio.

## Identité visuelle
Le 3 novembre 2013 à 19h, la chaîne met à l'antenne un nouveau logo, réalisé par l'agence londonienne DixonBaxi. Ce logo est modifié le 6 août 2019 avec le retrait du cercle rouge.

Logo de MTV3 du 3 novembre 2013 au 6 août 2019.
Logo de MTV3 du 6 août 2019 au 30 novembre 2022.
Logo de MTV3 depuis le 1er décembre 2022.

## Audiences
| 2014   | 2015   |
| ------ | ------ |
| 17,4 % | 17,8 % |

C'est la chaîne de télévision qui réalise le plus gros taux d'audience en Finlande pour ce qui concerne les programmes de premières partie de soirée, avec une part de marché de 24,2 % entre 18 h et 23 h pour l'année 2011.